# 福井郵便局 (徳島県)
福井郵便局（ふくいゆうびんきょく）は、徳島県阿南市にある郵便局。民営化前の分類では集配特定郵便局であった。

## 概要
住所：〒779-1699 徳島県阿南市福井町高田116-5

## 沿革
- 2006年（平成18年）10月16日 - 椿郵便局から「779-17xx」（阿南市椿泊町、椿町）の集配業務を移管[1]。
- 2007年（平成19年）10月1日 - 民営化に伴い、併設された郵便事業阿南支店福井集配センターに一部業務を移管。
- 2012年（平成24年）10月1日 - 日本郵便株式会社発足に伴い、郵便事業阿南支店福井集配センターを福井郵便局に統合。
- 2015年（平成27年）6月23日 - 阿南市と阿南市内郵便局及び阿南郵便局の協力に関する協定を締結。

## 取扱内容
- 郵便、印紙、ゆうパック、内容証明
- 貯金、為替、振替、振込、国債
- 生命保険、バイク自賠責保険
- 地方公共団体事務（阿南市入場券の販売）
- ゆうちょ銀行ATM
- 「779-16xx」（阿南市（福井町、橘町の一部）、「779-17xx」（阿南市椿泊町、椿町）の集配業務

## 周辺
- 阿南市立福井保育所
- 阿南市立福井小学校
- 阿南市立福井中学校

## アクセス
- JR牟岐線 阿波福井駅から車。
- 徳島バス 大西停留所下車徒歩。
- 国道55号（土佐東街道）
- 駐車場:1台